# Spermophilus annulatus
Spermophilus annulatus е вид гризач от семейство Катерицови (Sciuridae). Видът не е застрашен от изчезване.

## Разпространение и местообитание
Разпространен е в Мексико (Гереро, Колима, Мичоакан, Наярит и Халиско).
Обитава гористи местности, места с песъчлива почва, склонове, поляни, храсталаци, крайбрежия, плажове и плантации в райони с тропически климат, при средна месечна температура около 22 градуса.

## Описание
На дължина достигат до 22,1 cm, а теглото им е около 500 g.